# Орчун
Орчун, Оршуун (монг. Оршуун гол; кит. 乌尔逊河, пін. wūěrxùn hé) — річка аймаку Дорнод у Монголії та автономного регіону Внутрішня Монголія, на північному сході КНР.
Витік знаходиться на південному сході від озера Буйр-Нуур, в його частині, що розташована в Монголії. Гирло знаходиться на східному березі озера Хулун. Разом з Керуленом — одне з головних джерел живлення цього озера.
Потік річки рівномірний, місцевість з обох боків рівнинна, широко поширені луки. На обох берегах багато водно-болотних угідь, особливо в районі лиману. Вздовж берегів річки багато заплав, зарослих в основному тамариксом та очеретом.